# Бахорістон (імені Мірзоалі Вайсова джамоат)
Бахорісто́н (тадж. Баҳористон) — село у складі Хатлонської області Таджикистану. Входить до складу джамоату імені Мірзоалі Вайсова Восейського району.
Назва означає весняний край.
Населення — 1275 осіб (2010; 1290 в 2009, 509 в 1976).
Національний склад станом на 1976 рік — таджики.